# Volfas Engelman

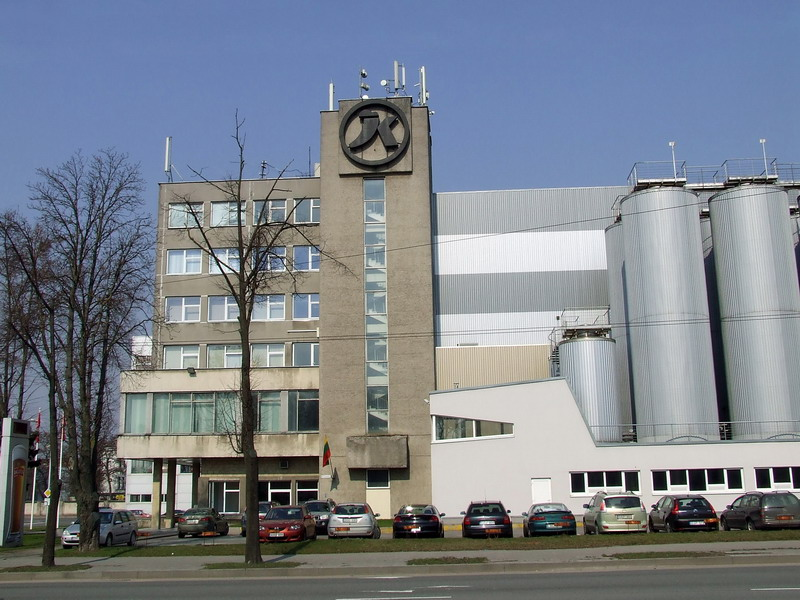
Volfas Engelman

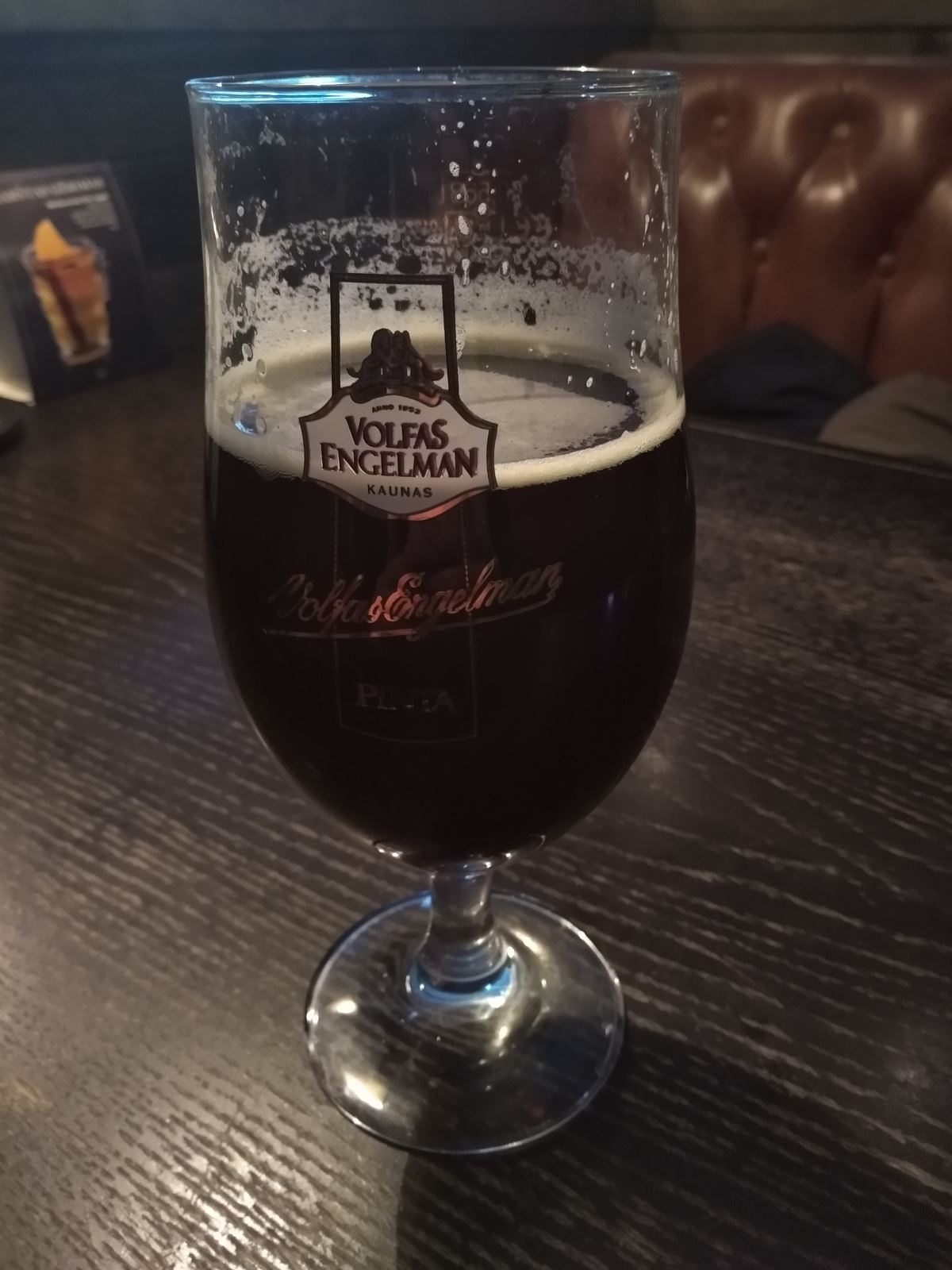
Dunkles Bier von Volfas Engelman

Volfas Engelman (1967–1990: Ragutis) ist eine 1853 durch Rafailas Volfas gegründete Brauerei in Kaunas, Litauen.
Seit 1991 gehört das Unternehmen zur finnischen Olvi-Gruppe, welche 99,57 % der Aktien besitzt. Das Unternehmen produziert und vertreibt Bier, Kwas, Apfelwein, Cocktails und alkoholfreie Energy Drinks. 2011 betrug der Marktanteil in Litauen 11 % beim Bier (damit nahm Volfas Engelman den dritten Platz ein), 39 % beim Apfelwein, 30 % beim Kwas und 40 % bei Alcopops.